# Avvakoum (évêque orthodoxe)
L'évêque Avvakoum (Епископ Авваку́м), dans le monde Grigori Antonovitch Borovkov  (Григо́рий Анто́нович Боровко́в), né le 20 mai 1892 à Oufa et mort fusillé le 15 octobre 1937 à la gare de Medvejia Gora en Carélie, est un évêque de l'Église orthodoxe russe, disciple de l'évêque martyr André (Oukhtomski).

## Biographie
Il naît en 1892 dans une famille de petits bourgeois, Anton Iannouariévitch Borovkov et son épouse Maria Filippovna. Il est diplômé en 1911 du gymnasium de Kazan et en 1917 de la faculté de physique et de mathématiques de l'université de Kazan. Il s'apprête à vouer sa vie à la science et à l'enseignement.

### Enseignant et moine
Il fait la connaissance en 1916 de l'évêque d'Oufa, André (Oukhtomski), qui va exercer sa vie durant une grande influence sur lui. Il donne à partir de 1917 des leçons privées de mathématiques pour gagner sa vie. En 1918, il enseigne la physique jusqu'en 1922 au collège technique d'industrie et d'économie (ancienne école commerciale) d'Oufa avec une interruption à l'hiver 1919-1920. Il enseigne aussi à partir de 1921 à la 2e école soviétique d'Oufa.
En 1919, l'évêque André l'ordonne diacre et au printemps 1922 il reçoit la tonsure, est consacré hiéromoine et plus tard, higoumène. Il prend le nom d'Avvakoum (Habacuc).

### Évêque

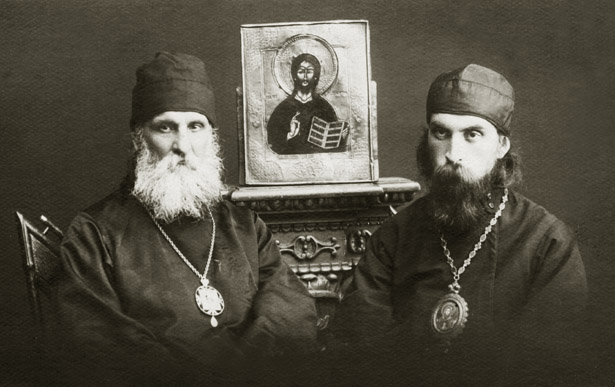
L'évêque André (Oukhtomski) et l'évêque Avvakoum (Borovkov).

Le 28 novembre 1922, avec la bénédiction de l'évêque André, il est consacré secrètement évêque par les évêques Marc (Bogolioubov) et Trophime (Iakobtchouk) à Oufa avec le titre de 3e vicaire épiscopal et d'évêque de Starooufimski. On le surnomme rapidement l'« évêque de nuit », car il a été consacré pendant la nuit de crainte de la répression des communistes. Son ordination d'évêque est reconnue par le patriarche Tikhon. Avvakoum combat dans un premier temps les rénovationistes, favorisés par les autorités pour diviser l'Église orthodoxe. Pour gagner sa vie, il continue d'enseigner. Le soir il organise secrètement des cercles de la « jeunesse religieuse d'Oufa ».
Mais rapidement le 27 décembre 1922, Avvakoum est arrêté, sous l'accusation d'«avoir en tant que ministre d'un culte religieux continué à occuper un poste d'enseignant dans la 2e école soviétique de 2e niveau, violant ainsi la Constitution de la RSFSR. En tant qu'enseignant de l'école soviétique, il a essayé sous couvert d'éduquer les jeunes de poursuivre des objectifs religieux». Les autorités craignaient l'influence d'un évêque intelligent et instruit sur ses ouailles à une époque où les bolchéviques tentaient par tous les moyens de renforcer la position des rénovationistes.
Avvakoum est condamné le 16 mai 1923 à trois ans d'exil dans l'oblast autonome des Komis-Zyriènes. D'après les rapports de la Guépéou, il « organise dans son appartement diverses cérémonies religieuses ». En juillet 1926, il est libéré et retourne à Oufa; mais le métropolite Serge lui interdit d'être locum tenens à Oufa à cause d'un rapprochement de son mentor, André (Oukhtomski), qui s'était rapproché des vieux-croyants, sans adhérer à leur confession cependant, et dénonçait la soumission de Serge aux autorités athées.
Du 16 au 19 octobre 1927, Avvakoum organise en tant que partisan d'André une réunion de clercs et de laïcs vieux-croyants qui reconnaît - puisque l'évêque André est contraint à l'exil - le service d'Avvakoum en tant qu'administrateur temporaire du diocèse d'Oufa. Avvakoum est arrêté deux mois plus tard, le 10 décembre, pour « opposition active au pouvoir soviétique par la production de feuilles imprimées dans les paroisses du diocèse d'Oufa ». Il est condamné à trois ans d'exil, d'abord à Tcheliabinsk, puis à Oulianovsk.
Il appartient au mouvement d'Église qui est dirigé par l'évêque André et multiplie ses activités ecclésiales. Quatre mois plus tard, l'absence sans nouvelles de l'évêque du schisme grégorien Johannique (Sokolovski) est constatée. Cela est considéré comme un abandon de son siège et les habitants d'Oulianovsk, sur le conseil des autorités grégoriennes, se tournent vers l'évêque Avvakoum, qui est en exil à Oulianovsk, de prendre le siège d'évêque. Cependant, Avvakoum refuse catégoriquement les propositions flatteuses de Grégoire (Iatskovski), demeurant fidèle à l'Église et préférant rester simple paroissien de l'église de l'Intercession d'Oulianovsk.
En 1928, il s'adresse par lettre aux fidèles tchouvaches: « Souvenez-vous et sachez que maintenant il est nécessaire avec une fermeté particulière de garder la sainte foi et les saintes traditions qui nous ont été transmises par les apôtres et les saints pères, et donc vous aussi, arrangez-vous et choisissez vous-même un digne évêque, et n'attendez pas jusqu'à ce qu'un rénovationiste vous soit envoyé qui viendra et détruira chacun de vos travaux d'Église. » Les orthodoxes de Tchouvachie ne reconnaissant pas le pouvoir du métropolite Serge se regroupent dans une « Union de l'Église orthodoxe » et désignent Avvakoum comme leur évêque en 1929. On les appelle les « avvakoumiens ».
Le 5 février 1931, il est arrêté comme « dirigeant d'une organisation ecclésiale prétendument d'"orientation autocéphale" »; mais il est libéré le 23 juillet suivant pour extinction de l'affaire. Cependant quelques jours plus tard, au début du mois d'août 1931, il est de nouveau arrêté à Oulianovsk pour « distribution d'un dépliant intitulé Caractéristiques du métropolite Serge et de ses associés selon sa déclaration qui prend la signification de programme d'organisation ecclésiale ». Le 8 septembre 1931, il est condamné par la troïka de la Guépéou d'URSS du kraï de la Moyenne-Volga à dix ans de camp de travail pénitentiaire. Le prêtre ordonné par Avvakoum, Vassili Grigoriévitch Anissimov, est condamné à la même peine. Sa fille Ekaterina Vassilievna Mikhaïlova se souvient des années plus tard: « Quel est mon souvenir de Mgr Avvakoum en tant que personne avec les mots de mon père ? C'était un homme lettré, posé, qui donnait une réponse exacte à toute question délicate; il était strict et partisan du Patriarche Tikhon. Certes il n'aimait pas le pouvoir athée; mais il n'a jamais conseillé à personne de se venger ou de lui nuire, mais de traiter le pouvoir comme une épreuve envoyée par Dieu pour les péchés. »
À partir d'avril 1932, il se trouve au camp de travail pour la construction du canal Mer-Blanche-Baltique où il travaille comme dessinateur scientifique puis chef d'impression au laboratoire central.

### Dernière arrestation et mort
En 1937, il subit une arrestation au camp. Il est accusé entre autres d'« avoir regroupé autour de lui des prisonniers ministres de culte religieux, et avec l'aide de ces derniers, d'avoir systématiquement répandu une agitation antisoviétique sur l'état économique de l'URSS », affirmant que: « L'idée du communisme est une tromperie, que les nationalités sont opprimées (...) que oui, il faut obéir aux autorités, mais que cette obéissance doit être seulement formelle, sans toucher votre âme. » Le 20 septembre 1937, la troïka du NKVD de la République socialiste soviétique autonome de Carélie le condamne à mort. Il est fusillé le 15 octobre 1937 à côté de la gare de Medvejia Gora dans le bois de Sandarmokh.